# Medailles van het Koninklijk Nederlands Gymnastisch Verbond
De Medailles van het Koninklijk Nederlands Gymnastisch Verbond zijn eretekens voor verdienste of bekwaamheid die door deze sportorganisatie werden uitgereikt.
Het dragen van de medailles van het Koninklijk Nederlands Gymnastisch Verbond is voor burgers uiteraard toegestaan. Militairen mogen ze niet op hun uniform dragen. Ze komen immers niet voor in de limitatieve draagvolgorde van de Nederlandse onderscheidingen die door het ministerie van Defensie werd vastgesteld..
In een Besluit van 20 Juli 1939, Iste Agd., nr. 206. ter uitvoering van artikel 50 Algemeen Rijksambtenarenreglement werd vastgelegd dat ambtenaren waaronder politieagenten deze medailles wél op hun uniform mogen dragen.